# تشايلدرز
مدينة تشايلدرز

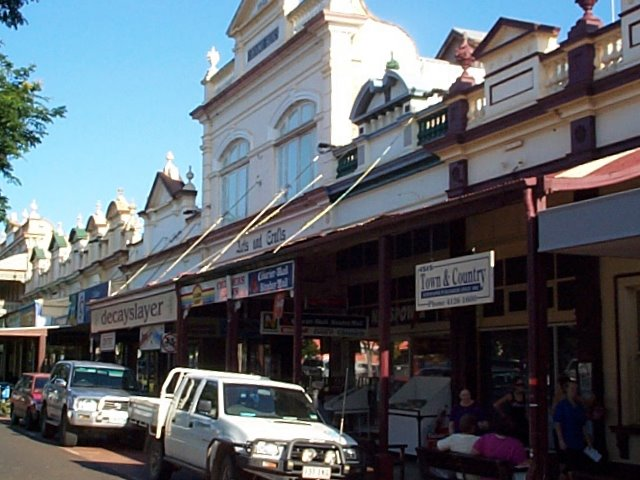
شارع تشايلدرز الرئيسي

مدينة تشايلدرز بالإنجليزية (Childers): هي مدينة توجد في جنوب كوينزلاند بأستراليا، تقع عند تقاطع الطريق السريعة إيزيس بالطريق بروس،على ارتفاع 109 متر عن مستوى سطح البحر، تقع على بعد 325 كم إلى الشمال من عاصمة الولاية بريسبان وعلى بعد 52 كم إلى الجنوب الغربي من بندابيرج Bundaberg، وتبعد 71 كم عن خليج هيرفي مدينة تشايلدرز تقع ضمن منطقة الحكم المحلي لمنطقة بندابيرج، أول وصول للأوروبيين للمدينة كان عام 1850, في تعداد 2006 كان عدد السكان 1350 نسمة.

## أعلام
- ويليام براند
- جورج بيترسن